# Фелісіті Джонс
Фелі́сіті Роуз Ге́длі Джонс (англ. Felicity Rose Hadley Jones; нар. 17 жовтня 1983, Бірмінгем, Велика Британія) — британська акторка та продюсерка. Номінантка премії «Оскар» за ролі у драмах «Теорія всього» (2014) та «Бруталіст» (2024).

## Життєпис
Народилася в Бірмінгемі, Велика Британія, виросла в Борніллі. Її батько Гарет Джонс — журналіст, мати Джулія Гадлі займається рекламою. Коли Філісіті було три, батьки розлучилися. Її зі старшим братом (режисер монтажу) виховувала мати, але акторка зазначає, що завжди була близька до обох батьків. Її дядько — британський актор Майкл Гедлі.
Навчалася у Школі для дівчат у Кінгс Нортоні та в школі в Гендсворті, перед тим як почала вивчати англійську мову в Оксфорді. В 10 років почала відвідувати майстеркласи Центрального юнацького телебачення.

## Кар'єра
З 12 років почала отримувати ролі на телебаченні. У підлітковому віці виконувала роль Емми у мильній опері на BBC Radio 4. Першою головною роллю стала роль Кетрін Морланд в екранізації однойменного твору Джейн Остін «Нортенґерське абатство».
У 2011 виконала роль англійської студентки. За цю роль отримала нагороди від Національної ради кінокритиків США, кінофестивалю «Санденс», премію «Імперія». У біографічній мелодрамі Ральфа Файнса «Невидима жінка» виконала роль молодої англійської акторки Неллі Тернан.
У 2014 виконала другорядну роль у фантастичній стрічці «Нова Людина-павук: Висока напруга» та головну роль у біографічній драмі «Теорія всього». Через два роки вийшло три фільми, в яких Джонс виконала головні ролі — «Автобан», «Інферно», «Бунтар Один. Зоряні Війни. Історія».
У 2017 році приєдналася до акторського складу біографічної драматичної стрічки Мімі Ледер «За статевою ознакою». Влітку 2018 року Фелісіті Джонс підтвердила участь у фільмі «Аеронавти».
У 2024 році втілила роль угорської емігрантки, дружини персонажа Едрієна Броуді в епічній драмі «Бруталіст», за яку вдруге номінувалась на премії «Оскар», «Золотий глобус» і BAFTA.

## Особисте життя
На початку 2014 припинила стосунки з інтернет-артистом Едом Форнілесом, які тривали 10 років.
У 2018 році одружилася з режисером Чарлзом Гардом, з яким зустрічалась 3 роки. У вересні 2020 року народила першу дитину.

## Фільмографія

### Фільми
| Рік  | Назва                                | Оригінальна назва                | Роль               | Примітки        |
| ---- | ------------------------------------ | -------------------------------- | ------------------ | --------------- |
| 1996 | «Шукачі скарбу»                      | The Treasure Seekers             | Еліс Бастейбл      | телефільм       |
| 2004 |                                      | Hearing Things                   | Меді               | короткометражка |
| 2007 | «Нортенґерське абатство»             | Northanger Abbey                 | Кетрін Морленд     | телефільм       |
| 2008 | «Спогади невдахи»                    | Flashbacks of a Fool             | молода Рут         |                 |
| 2008 | «Повернення у Брайдсгед»             | Brideshead Revisited             | Корделія Флайт     |                 |
| 2009 | «Шері»                               | Chéri                            | Едмі               |                 |
| 2010 | «Містечко Семетрі»                   | Cemetery Junction                | Джулі Кедрік       |                 |
| 2010 | «Душевний хлопчик»                   | Soulboy                          | Менді Годсон       |                 |
| 2010 | «Буря»                               | The Tempest                      | Міранда            |                 |
| 2011 | «Як божевільний»                     | Like Crazy                       | Анна               |                 |
| 2011 | «Як вийти заміж за мільярдера»       | Chalet Girl                      | Кім                |                 |
| 2011 | «Восьма сторінка»                    | Page Eight                       | Джуліан Воррікер   | телефільм       |
| 2011 | «Альбатрос»                          | Albatross                        | Бет                |                 |
| 2011 | «Без істерики!»                      | Hysteria                         | Емілі              |                 |
| 2012 | «Хороший день для весілля»           | Cheerful Weather for the Wedding | Доллі              |                 |
| 2013 | «Повними грудьми»                    | Breathe In                       | Софі               |                 |
| 2013 |                                      | Haven't We Met Before?           | жінка              | короткометражка |
| 2013 | Емілі                                | Emily                            | Емілі              | короткометражка |
| 2013 | «Невидима жінка»                     | The Invisible Woman              | Неллі Тернан       |                 |
| 2014 | «Солоне поле бою»                    | Salting the Battlefield          | Джуліан Воррікер   | телефільм       |
| 2014 | «Нова Людина-павук: Висока напруга»  | The Amazing Spider-Man 2         | Фелісія Гарді      |                 |
| 2014 | «Теорія всього»                      | The Theory of Everything         | Джейн Вайлд Гокінг |                 |
| 2015 | «Правдива історія»                   | True Story                       | Джилл              |                 |
| 2016 | «Автобан»                            | Collide                          | Джульєтта          |                 |
| 2016 | «Голос монстра»                      | A Monster Calls                  | мати Конора        |                 |
| 2016 | «Інферно»                            | Inferno                          | Сієнна Брукс       |                 |
| 2016 | «Бунтар Один. Зоряні Війни. Історія» | Rogue One: A Star Wars Story     | Джин Ерсо          |                 |
| 2018 | «За статевою ознакою»                | On the Basis of Sex              | Рут Гінзбург       |                 |
| 2019 | «Аеронавти»                          | The Aeronauts                    | Амелія Рен         |                 |
| 2020 | «Повелитель драконів»                | Drachenreiter / Dragon Rider     | голос              |                 |
| 2020 | «Опівнічне небо»                     | The Midnight Sky                 | Саллі Рембшир      |                 |
| 2021 | «Останній лист від твого коханого»   | The Last Letter from Your Lover  | Еллі Гаворт        |                 |
| 2024 | «Бруталіст»                          | The Brutalist                    | Ержебет Тот        |                 |

### Серіали
| Рік       | Назва                                  | Оригінальна назва           | Роль           | Примітки                |
| --------- | -------------------------------------- | --------------------------- | -------------- | ----------------------- |
| 1998–1999 | «Найгірша відьма»                      | The Worst Witch             | Етель Гелоу    | 11 епізодів             |
| 2001-2002 | «Найгірша відьма в Коледжі чарівників» | Weirdsister College         | Етель Гелоу    | 13 епізодів             |
| 2003      | «Прислуга»                             | Servants                    | Грейс Мей      | 6 епізодів              |
| 2007      | «Медовленд»                            | Cape Wrath                  | Зої Броган     | 8 епізодів              |
| 2008      | «Доктор Хто»                           | Doctor Who                  | Робіна Редмонд | 1 епізод                |
| 2009      | «Щоденник Анни Франк»                  | The Diary of Anne Frank     | Марго Франк    | міні-серіал; 5 епізодів |
| 2014      | «Дівчата»                              | Girls                       | Дотті          | 1 епізод                |
| 2017      |                                        | Star Wars Forces of Destiny | Джин Ерсо      | озвучка, 2 епізоди      |